# San Nicola de Forbitoribus
San Nicola de Forbitoribus, från 1500-talet benämnd Sant'Antonio, var en kyrkobyggnad i Rom, helgad åt den helige Nikolaus. Kyrkan var belägen vid dagens Via del Caravita mellan kyrkan Sant'Ignazio och Via del Corso.
Tillnamnet ”Forbitoribus” syftar på Confraternita dei Forbiciari, saxmakarnas skrå, som hade sina bodar i detta område.

## Historia
Kyrkan uppfördes under 1100-talet. Den hade en enskeppig interiör med absid; i kyrkan begravdes medlemmar från adelsfamiljer som residerade i området. År 1405 rasade kampanilen på kyrkan i samband med en storm.
Kyrkan överläts år 1551 åt kamaldulensorden, vilken lät restaurera den a fundamentis och nykonsekrera den åt den helige Antonius. Jesuitorden införskaffade år 1631 marken från kamaldulensorden i utbyte mot en markegendom vid Piazza Venezia. Jesuiterna lät riva kyrkan San Nicola den 18 mars 1631. Kamaldulensordens nya kyrka – San Romualdo – konsekrerades året därpå. Alldeles intill platsen för den rivna San Nicola uppfördes oratoriet San Francesco Saverio del Caravita.

## Omnämningar i kyrkoförteckningar
| Katalog                      | År         | Benämning                           |
| ---------------------------- | ---------- | ----------------------------------- |
| Catalogo di Cencio Camerario | 1192       | sco. Nicolao Forbitorum             |
| Il Catalogo Parigino         | cirka 1230 | s. Nicolaus de Forbitoriis          |
| Il Catalogo di Torino        | cirka 1320 | Ecclesia sancti Nicolai Forbitoriis |
| Il Catalogo del Signorili    | cirka 1425 | sci. Nicolai de fornitoriis         |